# القصف الإسرائيلي لمدارس الأونروا بغزة 2014

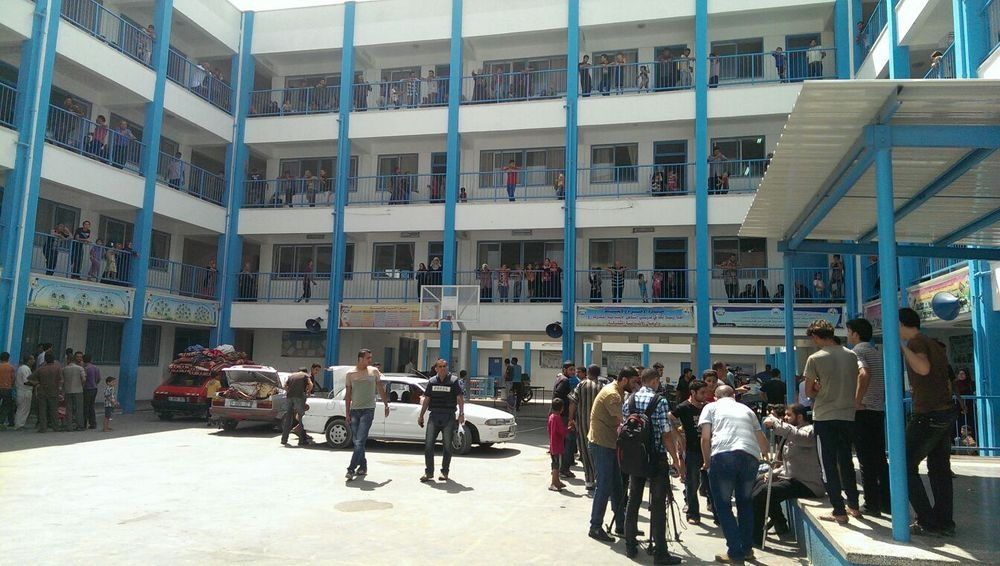
مدرسة الأونروا التي كانت تستخدم كمأوى، في يوليو 2014.

القصف الإسرائيلي لمدارس الأونروا بغزة 2014 هي حملة عسكرية إسرائيلية استهدفت 7 مقار للأونروا في قطاع غزة في الفترة ما بين 21 يوليو و3 أغسطس 2014 خلال حرب غزة.
وقد استهدفت الغارات الجوية والقصف المدفعي وقذائف الهاون الإسرائيلي مدارس الأونروا ومحيطها في وقت الذي كانت تستخدم هذه المدارس كملاجئ للفلسطينيين، وقد أسفرت هذه الهجمات عن مقتل 44 مدنياً على الأقل، بينهم 10 من موظفي الأمم المتحدة.
فخلال نزاع إسرائيل وغزة 2014، بعد أن حذرت إسرائيل الفلسطينيين بالمغادرة، استعدادا لقصف الجوي للمنطقة، نزح العديد من الفلسطينيين عن منازلهم، وقد لجأ ما يقدر بنحو 290000 شخص (15 ٪ من سكان غزة) إلى مدارس الأونروا.
أدان أعضاء الأمم المتحدة هذه الهجمات وأعربت الولايات المتحدة عن «قلقها البالغ» إزاء سلامة المدنيين الفلسطينيين الذين هم «ليسوا آمنين في الملاجئ المخصصة لهم والتابعة للأمم المتحدة».
في 16 و22 و29 يوليو، أعلنت الأونروا بأنها عثرت على أسلحة مخبأة في مدارسها وأدانت المجموعات المسؤولة على انتهاك حياد منشآتها. وقد كانت هذه المدارس فارغة من الأشخاص عندما تم كشف الأسلحة فيها. لكن استهدفت إسرائيل سبعة من هذه المدارس في وقت الذي كان العديد من الفلسطينيين قد لجئوا اليها، كما ان في أي من هذه المدارس الذي استهدفت لم يتم العثور على أسلحة. صرحت قوات الدفاع الإسرائيلية ان على الرغم من الجهود التي تبذلها إسرائيل لمنع الإصابات بين المدنيين، فإن حماس هي المسؤولة في نهاية المطاف عن الخسائر المأساوية في أرواح المدنيين.
أدان أعضاء الأمم المتحدة هذه الهجمات وأعربت الولايات المتحدة عن «قلقها البالغ» إزاء سلامة المدنيين الفلسطينيين الذين هم «ليسوا آمنين في الملاجئ المخصصة لهم والتابعة للأمم المتحدة».
وقد تعرض القصف الإسرائيلي لرفح لانتقادات واسعة، حيث وصفه بان كي مون بأنه «عار أخلاقي وعمل إجرامي». ووصفته وزارة الخارجية الأمريكية بأنه «مروع» و«مخز». وبدأت المحكمة الجنائية الدولية تحقيقا في يناير باحتمال وقوع جرائم حرب خلال الحرب الإسرائيلية على غزة عام 2014.
وقالت منظمة هيومن رايتس ووتش في بيان إنها أجرت تحقيقاً في ثلاث غارات إسرائيلية وقد توصل التحقيق إلى أن إسرائيل ارتكبت جرائم حرب، لأن اثنين من الهجمات «لا يبدو انها كانت تستهدف أهدافا عسكرية، أو انها كانت عشوائية»، كما كانت الغارة الثالثة في رفح غير متناسبة وغير قانونية.
في 27 أبريل 2015، حمل تقرير الأمم المتحدة الجيش الإسرائيلي المسؤولية الكاملة لشنه الهجمات على 7 مدارس التابعة للأمم المتحدة، مما أدت إلى مقتل 44 فلسطينيا على الأقل واصابة 227 آخرين.

## الهجمات
| #       | المدارس                                      | التاريخ        | القتلى                                                   | الإصابات | المنطقة      |
| ------- | -------------------------------------------- | -------------- | -------------------------------------------------------- | -------- | ------------ |
| 1       | مدرسة بنات المغازي الاعدادية "أ" و"ب"        | 21 يوليو 2014  |                                                          |          | مخيم المغازي |
| 2       | مدرسة بنات المغازي الاعدادية "أ" و"ب"        | 22 يوليو 2014  | –                                                        | 1        | مخيم المغازي |
| 3       | مدرسة بنات دير البلح الاعدادية "ج"           | 23 يوليو 2014  | –                                                        | 5        | دير البلح    |
| 4       | مدرسة بيت حانون الابتدائية المشتركة "أ" و"د" | 24 يوليو 2014  | 15                                                       | 200      | بيت حانون    |
| 5       | مدرسة بنات الزيتون الإعدادية "ب"             | 29 يوليو 2014. |                                                          |          | الزيتون      |
| 6       | مدرسة جباليا الأساسية "أ" و"ب" للبنات        | 29 يوليو 2014  | 15-20                                                    | 100+     | مخيم جباليا  |
| 7       | مدرسة رفح الاعدادية للبنين                   | 3 أغسطس 2014   | على الأقل 10                                             | 35       | رفح          |
| المجموع | المجموع                                      | المجموع        | 40+ نفر فيما أن 10 من بينهم كانوا من موظفي الأمم المتحدة | 341+     |              |

## ردود الفعل
- الأمم المتحدة– أدان الامين العام للامم المتحدة بان كي مون القصف الإسرائيلي على مدرسة مخيم جباليا، ووصفه بأنه «غير مبرر». وبعد هجمات 29 يوليو أشار بان كي مون إلى ان مواقع هذه المدارس تم إبلاغها إلى السلطات الإسرائيلية 17 مرة. وقال: «إنه لا يوجد ما يثير الخزي أكثر من مهاجمة الأطفال النائمين».[20] واعتبر بان كي مون الهجوم على مدرسة في رفح بأنه «عار اخلاقي وعمل اجرامي»، داعيا إلى محاسبة المسؤولين عن «الانتهاك الجسيم للقانون الإنساني الدولي».[21]

- أونروا– وقال بيير كراهينبول المفوض العام للأونروا: «ان مدارسنا مكتظة باللاجئين، ويمكن أن يتشرد عشرات الآلاف من الناس في شوارع غزة وهم لا يجدون ماء ولا طعاما ولا مأوى إذا ما استمرت الهجمات على هذه المناطق». «لقد تجاوزنا مرحلة ما يمكن للعمل الإنساني وحده القيام به وحان وقت العمل السياسي والمساءلة». ووصف كراهينبول الهجوم على مدرسة جباليا بأنه قد يكون أكبر فشل مأساوي يشهده المجتمع الدولي في مجال توفير الحماية.

وعندما سُئل المتحدث باسم الأونروا، كريس غانيس، خلال مقابلة متلفزة على إحدى القنوات العربية، عن مدى معاناة المدنيين، أجهش بالبكاء أمام الكاميرا وقال «لقد وصلنا إلى نقطة الانهيار، موظفينا يقتلون، وملاجئنا تفيض».
- الولايات المتحدة الأمريكية– قالت المتحدثة باسم مجلس الأمن القومي الأمريكي: «نشعر بقلق بالغ لأن آلاف الفلسطينيين النازحين داخليا والذين طالبهم الجيش الإسرائيلي بإخلاء منازلهم ليسوا في أمان في أماكن ايواء حددت بانها تابعة للأمم المتحدة في غزة.» كما أدانت المسؤولين عن اخفاء أسلحة في المنشآت في غزة.[24] وقالت وزارة الخارجية الأمريكية في بيان انها تشعر بالرعب نتيجة القصف «المشين» لمدارس الأمم المتحدة في رفح. وحثت إسرائيل على بذل مزيد من الجهود من أجل تجنب سقوط ضحايا من المدنيين.[21]
- فرنسا–أدانت وزارة الخارجية الفرنسية الهجوم العسكري الإسرائيلي على المدرسة التابعة للأمم المتحدة في مخيم جباليا للاجئين.[25]